# Erling Jensen
 Der er flere personer med dette navn, se Erling Jensen (flertydig).
Erling Johannes Jensen (1. november 1919 på Frederiksberg – 4. oktober 2000) var en dansk politiker (Socialdemokraterne) minister og medlem af Folketinget 1972-1987
Erling Jensen var cand. jur. fra 1956. Han var forretningsfører i Det kooperative Fællesforbund 1957-1960. Forstander på Esbjerg Højskole 1960-1966. Formand for Byggefagenes kooperative Landssammenslutning 1965-1971. Forstander på LO-skolen i Helsingør 1967-1971.
Erling Jensen var ikke medlem af Folketinget, da han i 1971 blev kaldt til Christiansborg, hvor Jens Otto Krag gerne ville have ham med i sin regering. Han blev folketingskandidat i Helsingørkredsen i 27. oktober 1971 og valgt til Folketinget i 1973. Han var herefter partiets folketingsmedlem i en uafbrudt periode indtil 1987, da han selv valgte at stoppe sit politiske arbejde i Folketinget.
Erling Jensen er far til Carsten Bo Jensen og Bjarne Jensen 

## Ministerposter
- Handelsminister (minister for handel, håndværk, industri og søfart) i Regeringen Jens Otto Krag III fra 11. oktober 1971 til 5. oktober 1972
- Handelsminister i Regeringen Anker Jørgensen I fra 5. oktober 1972 til 6. december 1973
- Handelsminister i Regeringen Anker Jørgensen II fra 13. februar 1975 til 8. september 1976
- Arbejdssminister i Regeringen Anker Jørgensen II fra 8. september 1976 til 1. oktober 1977
- Justitsminister i Regeringen Anker Jørgensen II fra 1. oktober 1977 til 30. august 1978
- Socialminister i Regeringen Anker Jørgensen III fra 30. august 1978 til 26. oktober 1979
- Industriminister i Regeringen Anker Jørgensen IV fra 26. oktober 1979 til 30. december 1981
- Industriminister i Regeringen Anker Jørgensen V fra 30. december 1981 til 10. september 1982